# Punktmutation
En punktmutation er en genvariation hvor der sker en baseudskiftning i DNA'et, for eksempel fra sekvensen ATTCCG til AATCCG.
Punktmutationer kan forekomme både i kodende (gener) og ikke-kodende områder i genomet, og effekten af en punktmutation kan derfor være meget forskellig.
At der findes punktmutationer i kodende områder, betyder ikke nødvendigvis at der sker en ændring i aminosyre-rækkefølgen af det producerede protein, idet der findes flere genetiske koder for det samme protein.
Punktmutationer der medfører det samme protein kaldes synonyme (eller "tavse").
Punktmutationer i ikke-kodende områder kan stadig have betydning for geners splicing eller binding af transkriptionsfaktorer. 

## Enkeltnukleotidpolymorfi
En punktmutation der forekommer tilstrækkelig ofte i en befolkning kan kaldes en enkeltnukleotidpolymorfi efter det engelsk single nucleotide polymorphism (SNP) — udtalt snip.